# Nadslav (přírodní památka)
Nadslav je přírodní památka poblíž obce Střevač v okrese Jičín. Oblast spravuje Agentura ochrany přírody a krajiny ČR. Důvodem ochrany jsou vlhké louky u rybníka Mordýř s výskytem vzácných rostlin a živočichů, především evropsky významného a silně ohroženého živočišného druhu kuňky ohnivé (Bombina bombina). Od 1. září 1998 do 26. října 2011 existovala na stejném území PP Rybník Mordýř. Rybník je součástí přírodní památky.

## Galerie

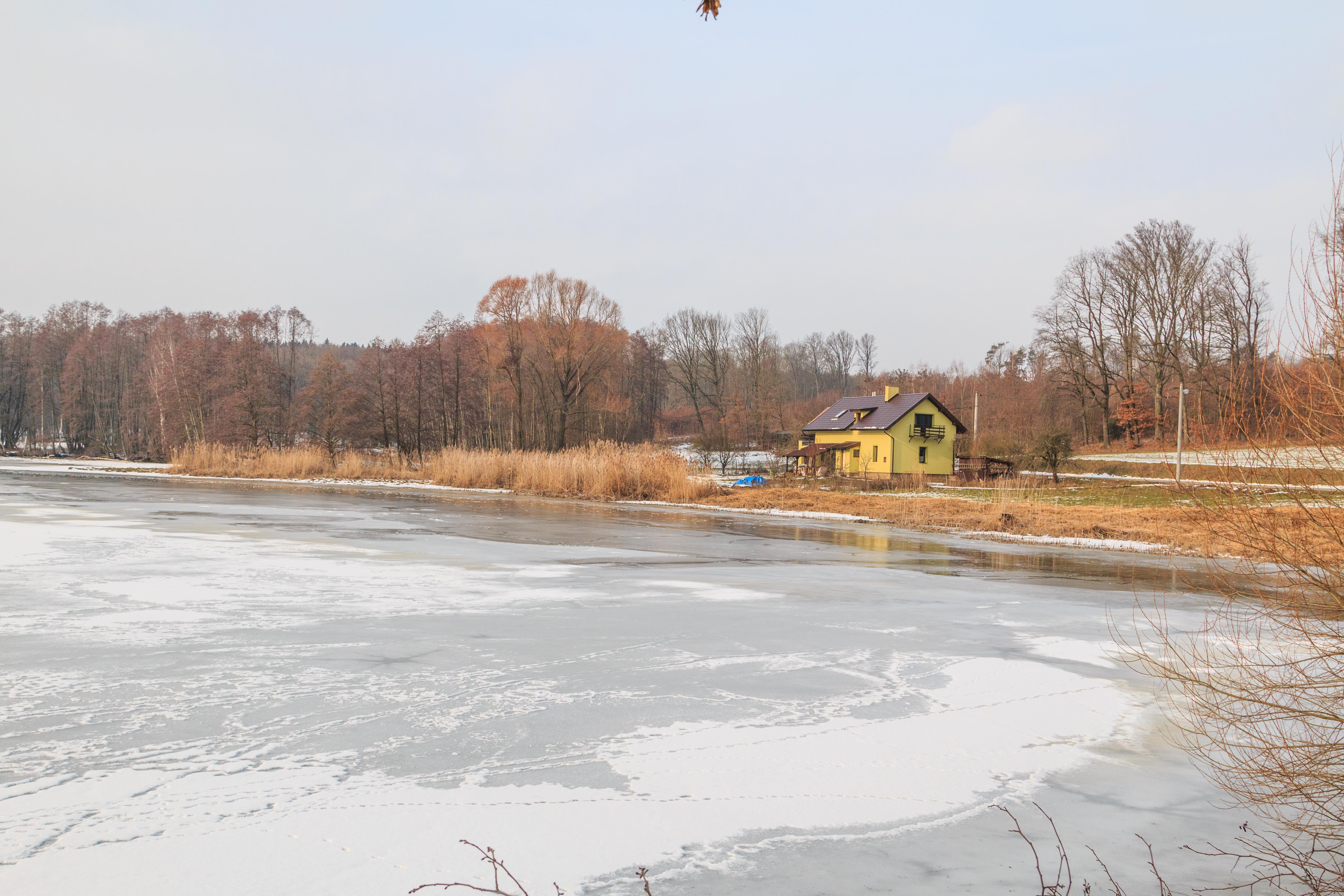
pohled na rybník Mordýř u Nadslavi
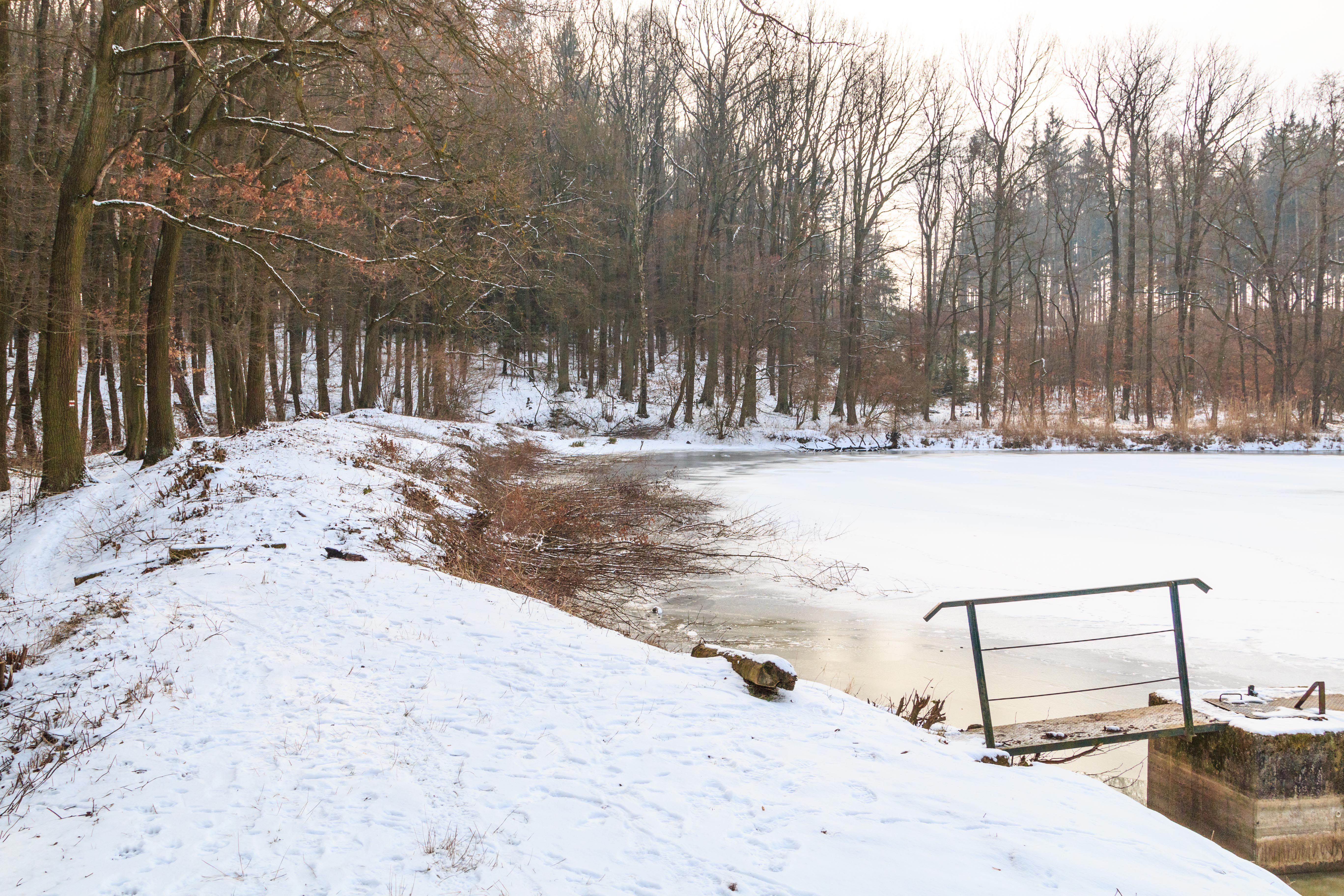
pohled na rybník Mordýř u Nadslavi
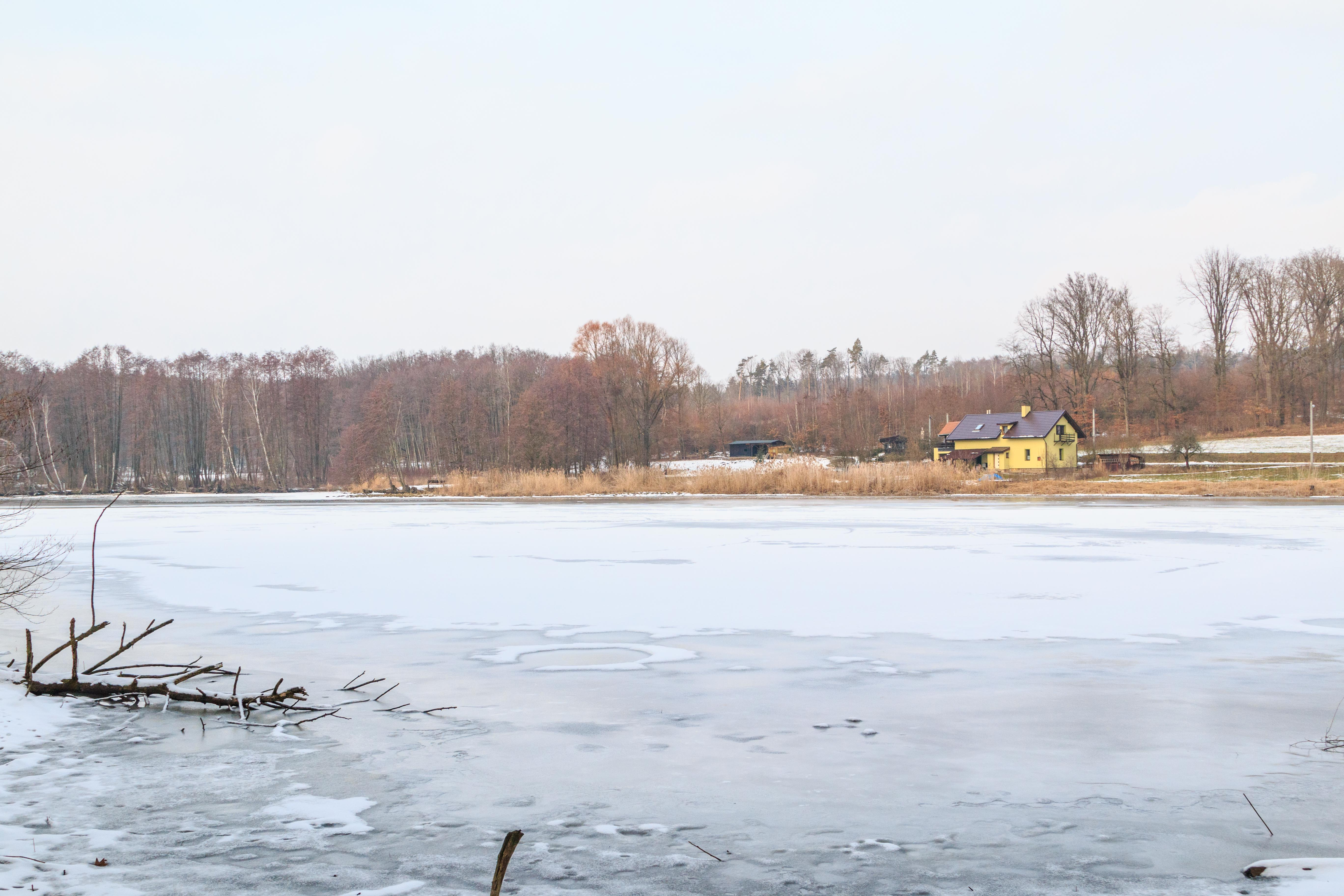
pohled na rybník Mordýř u Nadslavi